# Саво Климовски
Саво Климовски (Скопље, 13. јун 1947) је македонски политичар. Био је трећи председник Собрања Републике Македоније. Током 1999. године кратко је био вршилац дужности Председника Републике Македоније.

## Биографија
Саво Климовски је рођен у Скопљу 1947. године. Дипломирао је на Правном факултету 1970. године, магистрирао 1975. и докторирао у Љубљани 1978. године у области правних студија. После дипломирања 1971. године изабран је за асистента на Правном факултету у Скопљу, а затим за доцента и професора на факултету.
Изабран је за декана Правног факултета у Скопљу у два мандата, од 1992. до 1996. године.
Био је члан Извршног већа Скупштине СРМ и председник Националног комитета за образовање, културу и физичку културу од 1986. до 1990. године. Објавио је десет књига, међу којима су: уставно право, политички систем и парламентарни закони и више од стотина научних радова из области правних студија. Оснивач је Демократске алтернативе и члан руководства странке.
Од 19. новембра 1999. до 15. децембра 1999. је био вршилац дужности Председника Републике Македоније.